# Aldair Salazar
Héctor Aldair Salazar Tejada (Callao, 19 de agosto de 1994) es un futbolista peruano. Juega como defensa central o lateral derecho y actualmente juega en Deportivo Garcilaso de la Liga 1 de Perú.

## Trayectoria

### Aurich y Municipal
Fue formado en la cantera de Sport Boys, pero hizo su debut profesionalmente con Juan Aurich el 21 de marzo de 2013 en la derrota por 2-1 ante Real Garcilaso, por el Campeonato Descentralizado 2013. Pese a jugar muy poco, el 30 de noviembre de 2014 marcó su primer gol como profesional en la derrota por 3-1 ante Universitario de Deportes.
En 2015, Salazar pasó a formar parte del Deportivo Municipal, donde jugó tres temporadas con contrato hasta el 30 de noviembre de 2018. Debutó con el Muni el 14 de mayo de 2016 en la victoria por 1-0 sobre Universidad de San Martín.
La campaña 2018 fue su mejor producción en lo individual dado que fue uno de los baluartes en la zaga de Municipal, logrando la clasificación a la Copa Sudamericana 2019. Al cierre de la temporada, Salazar fue elegido como mejor defensa del Campeonato Descentralizado 2018 en la gala de la Asociación Deportiva de Fútbol Profesional (ADFP).

### Alianza Lima
A fines de 2018, Salazar firmó por tres años con Alianza Lima, convirtiéndose en el tercer refuerzo del club para afrontar la liga y la Copa Libertadores 2019. Debutó oficialmente en la primera fecha de la ahora denominada Liga 1 el 15 de febrero de 2019 jugando de titular en la victoria por 3-0 sobre Sport Boys. El 26 de mayo anotó su primer gol con Alianza en la victoria por 2-1 sobre Deportivo Binacional. Jugando de lateral y a veces de central, fue parte del equipo que logró el Torneo Clausura 2019 y el posterior subcampeonato, tras caer en la final ante Binacional. Luego de una temporada terrible, a finales del 2020 fue parte del casi descenso del club blanquiazul. Le rescindieron el contrato el 31 de diciembre del 2020, siendo uno de los jugadores más criticados de la temporada por su deficiente labor defensiva.

## Clubes y estadísticas
Actualizado el 13 de noviembre de 2022.
| Juan Aurich · Perú | 2013             | 1.ª              | 2   | 0 | — | — | 0  | 0 | 2   | 0 |
| Juan Aurich · Perú | 2014             | 1.ª              | 2   | 1 | 0 | 0 | —  | — | 2   | 1 |
| Juan Aurich · Perú | Total club       | Total club       | 4   | 1 | 0 | 0 | 0  | 0 | 4   | 1 |
| Deportivo Municipal · Perú | 2016             | 1.ª              | 14  | 0 | — | — | 1  | 0 | 15  | 0 |
| Deportivo Municipal · Perú | 2017             | 1.ª              | 32  | 0 | — | — | 2  | 0 | 34  | 0 |
| Deportivo Municipal · Perú | 2018             | 1.ª              | 38  | 0 | — | — | —  | — | 38  | 0 |
| Deportivo Municipal · Perú | Total club       | Total club       | 84  | 0 | 0 | 0 | 3  | 0 | 87  | 0 |
| Alianza Lima · Perú | 2019             | 1.ª              | 26  | 1 | 2 | 0 | 2  | 0 | 30  | 1 |
| Alianza Lima · Perú | 2020             | 1.ª              | 18  | 0 | 0 | 0 | 5  | 0 | 23  | 0 |
| Alianza Lima · Perú | Total club       | Total club       | 44  | 1 | 2 | 0 | 7  | 0 | 53  | 1 |
| Ayacucho FC · Perú | 2021             | 1.ª              | 22  | 1 | 3 | 0 | 1  | 0 | 26  | 1 |
| Ayacucho FC · Perú | 2022             | 1.ª              | 35  | 1 | — | — | 6  | 1 | 41  | 2 |
| Ayacucho FC · Perú | Total club       | Total club       | 57  | 2 | 3 | 0 | 7  | 1 | 67  | 3 |
| Total en carrera | Total en carrera | Total en carrera | 189 | 4 | 5 | 0 | 17 | 1 | 211 | 5 |
| (1)Incluye datos de la Copa Bicentenario (2019 y 2021). (2)Incluye datos de la Copa Sudamericana (2016 y 2022) y la Copa Libertadores de América (2017, 2019, 2020 y 2021). |                  |                  |     |   |   |   |    |   |     |   |

## Palmarés

### Torneos cortos
| Título          | Club         | País | Año  |
| --------------- | ------------ | ---- | ---- |
| Torneo Apertura | Juan Aurich  | Perú | 2014 |
| Torneo Clausura | Alianza Lima | Perú | 2019 |

### Distinciones individuales
- Mejor defensa de la Primera División del Perú según la ADFP: 2018[4]
- Mejor central derecho del Campeonato Descentralizado según el diario Líbero e incluido en el equipo ideal: 2018[9][10]
- Preseleccionado como defensa en el mejor once del Campeonato Descentralizado según la SAFAP: 2018[11]